# Alf Rosén
Knut Alfred (Alf) Rosén, född 30 juni 1925 i Lund, död 18 mars 2007 i Karlskoga, var en svensk jurist som var lagman i Karlskoga tingsrätt från 1979 till 1990.
Rosén blev juris kandidat vid Lunds universitet 1950 och genomförde tingstjänstgöring 1951–1954 innan han var fiskal vid hovrätten för Västra Sverige 1954. Han  Han var tingsdomare i Karlskoga från 1965 och lagman i Karlskoga tingsrätt 1979–1990.
Rosén var son till lektor Hugo Rosén och han maka Elsa, född Borg. Han var gift från 1953 med Ingegärd, född Ahlqvist 1933.